# Sfinx (zespół muzyczny)
Sfinx – rumuński zespół rockowy, założony w Bukareszcie w roku 1963. W latach 1975–1984 wydał trzy płyty. Był obok grupy Phoenix jednym z najbardziej znanych rockowych wykonawców rumuńskich w latach 70. XX wieku.

## Biografia
Założycielami Sfinxa byli trzej uczniowie szkoły średniej: Octav Zemlicka (gitara i śpiew), Corneliu Bibi Ionescu (gitara basowa) oraz Cristian Valica (perkusja). W 1967 dołączył do zespołu Dan Andrei Aldea (gitara). W kolejnych latach skład zmieniał się często, a w całej historii zespołu brało udział kilkanaście osób.
W historii zespołu wyróżnia się dwa okresy. Pierwszy trwał do 1981, w czasie gdy liderem był Aldea.
Sfinx został zauważony w 1971, gdy piosenka „Sir de cocori” zyskała popularność koncertową i rok później wydana została jako singel. Zespół był wówczas triem, w którym poza Aldeą i Ionescu grał Marian Toroimac (perkusja). Muzyka zespołu ewoluowała od czystego hard-rocka ku rockowi progresywnemu.
W komunistycznej Rumunii działalność zespołów rockowych była ograniczana, szczególnie po Tezach Lipcowych ogłoszonych w 1971. Partia komunistyczna wymagała w twórczości treści narodowych, nieufna też była wobec wpływów zewnętrznych, szczególnie ze współczesnego Zachodu. Sfinx omijał te ograniczenia, korzystając m.in. z rumuńskich przekładów tekstów Clementa Marot, Percy Bysshe Shelley’a, a także Williama Szekspira.
W połowie lat 70. zespołem zainteresowała się rumuńska państwowa wytwórnia płytowa Electrecord. Sfinx nagrał wtedy dwie płyty: Lume albă (1975) oraz Zalmoxe (1978). Ta druga, długo wstrzymywana przez cenzurę, była koncept albumem opartym na mitologii dacyjskiej, np. tytułowy Zalmoxe (Zalmoksis) był dacyjskim pół-bogiem, pół-kapłanem. Obie płyty utrzymane były w stylistyce rocka progresywnego, a muzykę Sfinxa porównywano do takich wykonawców jak Nektar, Emerson Lake and Palmer czy Genesis.
W 1981 Aldea wyemigrował do Niemiec i nigdy potem do zespołu nie wrócił, zmarł 18 stycznia 2020. Do Sfinxa dołączyli natomiast Sorin Chifiriuc (gitara) i Doru Apreotesei (instrumenty klawiszowe). W nowym składzie zespół nagrał płytę Sfinx (1984), zwaną także Albumul albastru (niebieskim albumem), charakteryzującą się nowocześniejszym i bardziej popowym brzmieniem. W latach 80. zespół opuścili kolejni muzycy, ten wciąż istniał, choć nie prowadził znaczącej działalności.
Po 1990 Sfinx podzielił się na dwie konkurujące grupy, liderem jednej (zwanej także jako Sfinx Experience) był perkusista Mihai Cernea, drugiej Corneliu “Bibi” Ionescu. Sfinx Experience nagrał dwie płyty: Balkano (1999) oraz Sfinxstanbul (2001).

## Dyskografia
- Lume albă (1975) (pol. Biały Świat)
- Zalmoxe (1978) (pol. Zalmoksis)
- Sfinx (Albumul albastru) (1984) (pol. Niebieski Album)